# Les maraudeurs attaquent

Les maraudeurs attaquent (Merrill's Marauders) est un film américain réalisé par Samuel Fuller en 1961, pour la United States Pictures Productions, distribué par la Warner Bros. Pictures.

## Synopsis
Durant la Seconde Guerre mondiale, en 1944, le général Joseph Stilwell ordonne le déploiement en Birmanie des unités de l'armée des États-Unis, composées de volontaires, destinées à vaincre la résistance de l'armée impériale japonaise. Parmi elles se trouve l'Unité Galahad (5307), commandée par le général Frank Merrill, et surnommée les Merrill's Marauders. L'unité, dont le rôle est d'appuyer la Force X progresse difficilement dans la jungle birmane, d'un point d'attaque à l'autre, et ses hommes vite épuisés par des marches forcées et des attaques contre des forces mieux équipées. Le général Merrill souffre de problèmes cardiaques, mais le cache à ses hommes et les exhorte à poursuivre l'avancée, jusque Walawbum, Shaduzup, et finalement Myitkyina.

## Fiche technique
- Scénario : Milton Sperling (également producteur) et Samuel Fuller, d'après le livre The Marauders (1959) de Charlton Ogburn
- Photographie : William H. Clothier (crédité William Clothier)
- Montage : Folmar Blangsted
- Musique : Howard Jackson
- Genre : Film de guerre
- Format : Couleurs (en CinemaScope et Technicolor)
- Durée : 95 minutes

## Distribution
- Jeff Chandler (VF : Claude Bertrand) : Le général Frank Merrill
- Ty Hardin (VF : Jacques Deschamps) : Le lieutenant Stockton
- Peter Brown : Bull Eye
- Andrew Duggan (VF : Claude Péran) : Le capitaine Kolodny
- Will Hutchins (VF : Michel Roux) : Chowhound
- Claude Akins (VF : Michel Gatineau) : Le sergent Kolowicz
- Luz Aldez : La jeune fille birmane
- John Hoyt : Le général Joseph Stilwell
- Charles Briggs (VF : Jean Clarieux) : Muley
- Chuck Hicks (VF : Jacques Torrens) : Le caporal Doskis
- Pancho Magolona : Taggy
- Chuck Roberson (VF : Jean Lagache) : Un officier

## Autour du film
Comme Les Forçats de la gloire (1945) ou Bastogne (1949) de William A. Wellman, Les Maraudeurs attaquent s'attache à décrire la vie quotidienne d'un groupe de soldats des États-Unis, confronté à un ennemi souvent insaisissable, dans une jungle hostile. Samuel Fuller connaissait son sujet, en tant qu'ancien combattant en Afrique du Nord et en Europe (il reviendra là-dessus avec Au-delà de la gloire en 1980). Les principaux personnages du film ont réellement existé, de même que l'Unité 5307 Les Maraudeurs de Merrill, au sein de laquelle Charlton Ogburn (l'auteur du livre adapté) a servi. Le rôle du général Frank Merrill est le dernier de Jeff Chandler, mort peu après le tournage, à la suite de complications après une intervention chirurgicale.